# Phyllonorycter pictus
Phyllonorycter pictus är en fjärilsart som först beskrevs av Walsingham 1914.  Phyllonorycter pictus ingår i släktet guldmalar, och familjen styltmalar. Inga underarter finns listade i Catalogue of Life.